# Rolf Ekéus

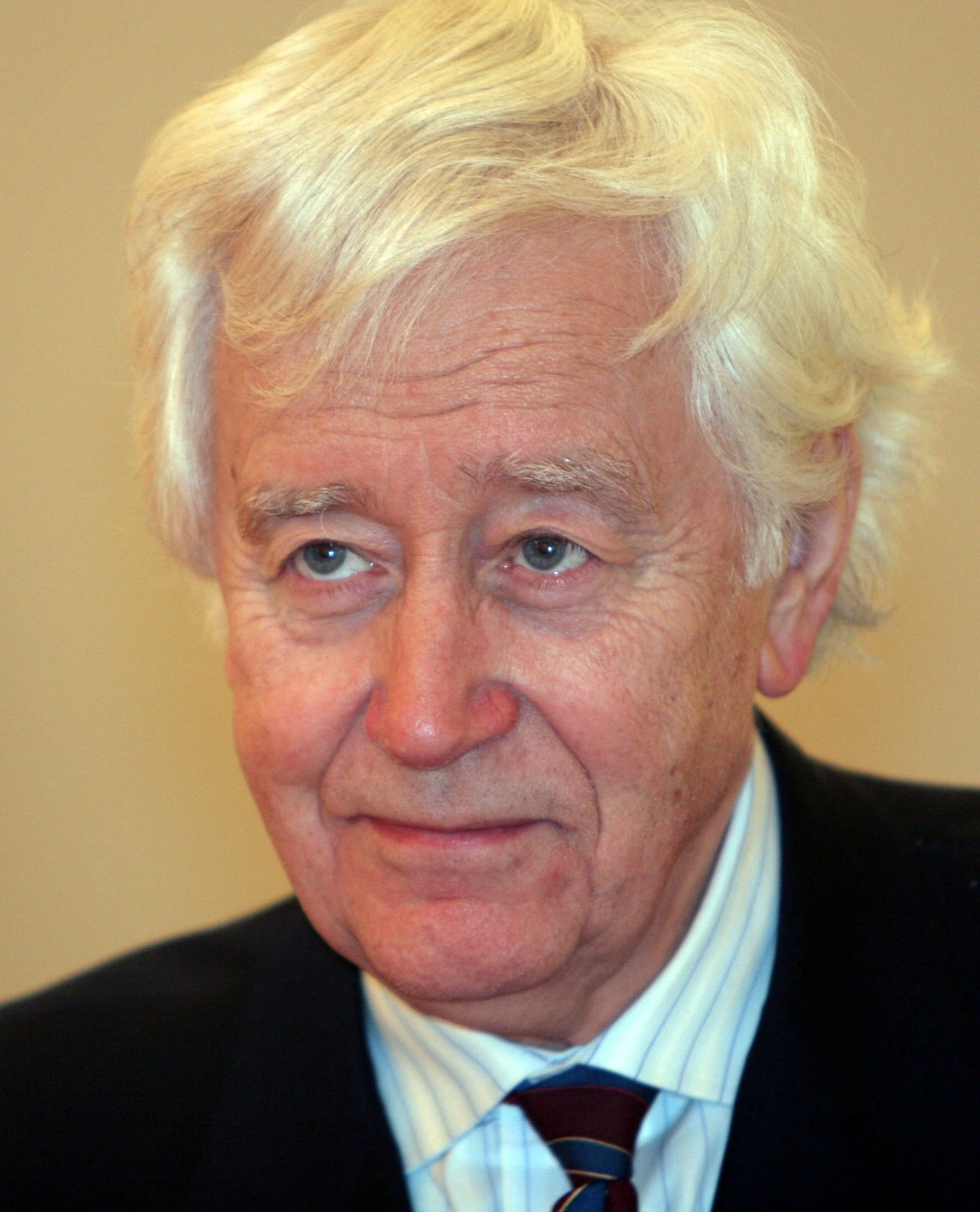
Rolf Ekeus am 14. Februar 2006 (Foto von Michail Jewstafjew)

Carl Rolf Ekéus (* 7. Juli 1935 in Kristinehamn) ist ein schwedischer Diplomat.
1991 wurde Ekéus zum Sprecher der Sonderkommission der Vereinten Nationen für Abrüstung im Irak ernannt. Er war zu jener Zeit Schwedens Botschafter bei der Organisation für Sicherheit und Zusammenarbeit in Europa KSZE. Im selben Jahr besuchten er und Hans Blix den Irak und brachten die dortige Regierung dazu, die UN-Kommission UNSCOM zu Waffeninspektionen ins Land zu lassen. Die USA förderten die Kandidatur von Ekéus als Leiter der Waffeninspektionen im Herbst 2002 und Frühjahr 2003 an der Stelle von Blix. Nach dem Irak-Krieg hatte Ekéus Blix dafür kritisiert, er sei naiv und allzu weich gegenüber Saddam Hussein gewesen. Ekéus behauptete, wie die Bush-Regierung, der Irak habe Massenvernichtungswaffen gelagert.
Ekéus war von 2001 bis 2007 Hoher Kommissar für die nationalen Minderheiten der OSZE in Den Haag und ist Vorstandsmitglied der Nuclear Threat Initiative (NTI) sowie Kommissar der International Commission on Missing Persons (ICMP).
Rolf Ekéus war zwischen 2002 und 2010 Sprecher der Geschäftsführung des Stockholm International Peace Research Institute (SIPRI). Er ist Mitglied des European Leadership Network.

## Werke
- Iraq Disarmed: The Story Behind the Story of the Fall of Saddam. Lynne Rienner, Boulder 2023, ISBN 978-1-955055-70-3.